# Gobulo Wanrong

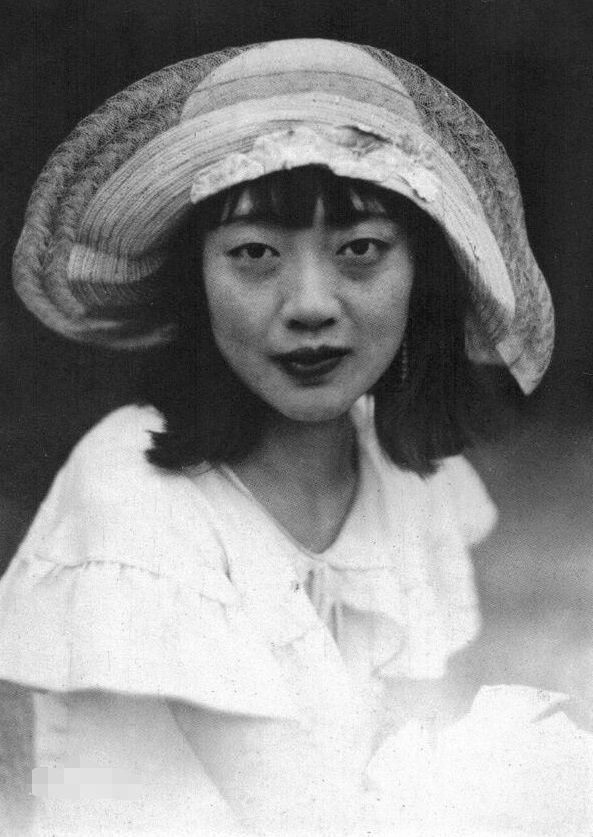
Kaiserin Wanrong

Gobulo Wanrong (chinesisch 郭布罗•婉容 / 郭布羅•婉容, Pinyin Guōbùluó Wǎnróng; * 13. November 1906 in Peking; † 20. Juni 1946 in Yanji) war die letzte Kaiserin der Qing-Dynastie in China und spätere Kaiserin von Mandschukuo.

## Kindheit und Jugend
Gobulo Wanrong wurde als Tochter von Rongyuan geboren, dem Innenminister der Qing-Regierung und Haupt einer der reichsten und bekanntesten Banner-Familien, die zum „Reinen Weißen Banner“ (正白旗) und zum Volk der Daur gehörte. Wanrong besuchte die amerikanische Missionsschule in Tianjin und hatte eine amerikanische Lehrerin, Isabel Ingram, die ihr den christlichen Namen „Elizabeth“ gab.
Im Alter von vierzehn Jahren wurde Wanrong aus einer Reihe von Fotografien potentieller Gemahlinnen ausgewählt, die man Kaiser Puyi vorgelegt hatte. Puyi residierte zu dieser Zeit als nicht-souveräner Monarch in der Verbotenen Stadt. 1922 verheiratete man Puyi mit Wanrong und Erdet Wenxiu, jedoch zeigte Puyi an keiner der beiden besonderes Interesse.

## Kaiserin von China und Mandschukuo
Die Ehe von Wanrong und Puyi blieb kinderlos und einige Historiker bezweifeln, dass sie jemals vollzogen wurde. Hiro Saga, die Ehefrau von Puyis Bruder Pujie, beschrieb in ihren Memoiren homosexuelle Affären des Kaisers mit jungen Männern.
Seit ihrer Jugendzeit nahm Wanrong Opium. Laut Puyis Autobiografie war es zu der Zeit modern für gebildete junge Mädchen, Zigaretten zu rauchen, die häufig auch mit einer kleinen Menge Opium versetzt waren.
Gerüchteweise wurde Wanrong 1940 von einem ihrer Dienstboten schwanger und brachte ein Kind zur Welt, das man sofort nach der Geburt tötete. Ab diesem Zeitpunkt verschlechterte sich Wanrongs Zustand erheblich, sie lebte in einem nahezu fortwährenden Opiumrausch.
Im Juni 1946 starb Wanrong im Alter von 39 Jahren im Gefängnis von Yanji an den Folgen von Mangelernährung und Opiumentzug. Puyi erfuhr davon erst drei Jahre später.
Im Oktober 2006 ließ Wanrongs jüngerer Bruder Gobulo Runqi (1912–2007) ihr in der Nekropole der Qing-Dynastie 140 km südwestlich von Peking ein Grab errichten, in dem ein Bild von ihr bestattet wurde.